# اکتور (تگزاس)
اکتور، تگزاس (به انگلیسی: Ector, Texas) یک شهر در ایالات متحده آمریکا با جمعیت ۶۰۰ نفر است که در تگزاس واقع شده‌است.

## موقعیت جغرافیایی
موقعیت جغرافیایی شهرها و مناطق اطراف به شرح زیر است: